# Автомобилист (хоккейный клуб, Караганда)
«Автомобилист» — советский и казахстанский клуб по хоккею с шайбой из Караганды.

## История
В 1966 году в Караганде была создана хоккейная команда под названием «Строитель». Первое время клуб был патронажем Главцентростроя.
17 декабря 1967 года в Караганде состоялось открытие хоккейного стадиона «Строитель», рассчитанного на 5000 мест.
В играх спартакиады Казсовпрофа и занял третье призовое место. На следующий сезон команда получила путёвку в класс «Б», где играли до 1971 года. В сезоне 1970/1971 «Строитель» занял 1 место в казахстанской зоне класса «Б» и 2 место в финале, завоевав путёвку во вторую лигу класса «А» под руководством старшего тренера Б. М. Терликова.
В марте 1973 года карагандинские хоккеисты провели свои первые международные матчи. «Строитель» дважды встречался со сборной профсоюзов Польши и в обоих матчах одержал победу — 8:1 и 5:1. Во второй лиге команда выступала с переменным успехом. Лучшими результатами были 4 место в 1974/1975 и 3 место в 1978/1979.
С 1980 года клуб стал называться «Автомобилист». Выступая во второй лиге в сезоне 1982/1983, команда завоевала путёвку в переходный турнир за право играть в первой лиге. В переходном турнире карагандинцы также заняли первое место и получили прописку в первой лиге. В первой лиге «Автомобилист» продержался лишь один сезон. Играя в 1984/1985 во второй лиге, «Автомобилист» снова пробился в первую лигу.
С 1985/1986 команда неизменно играла в первой лиге СССР. В сезоне 1990/1991 карагандинцы впервые в своей истории приняли участие в переходном турнире за право играть в высшей лиге, но сыграли там неудачно.
В сезоне 1992/1993 «Автомобилист» получил место в Межнациональной хоккейной лиге (МХЛ) — правопреемнице высшей лиги СССР, и выступал в ней до сезона 1995/1996 включительно. В высшем дивизионе постсоветского пространства команда неизменно занимала последние места турнирной таблицы. За это время команда несколько раз меняла названия: сначала снова «Строитель», после — «Булат». Проблемой в эти годы было слабое финансирование.
В 1996 команда не только потеряла место в высшем дивизионе российского хоккея, но и была расформирована. Таким образом, до момента расформирования команды хоккеисты Караганды провели 12 сезонов во 2-й лиге СССР, 8 сезонов в 1-й лиге (в двух из которых добивались права участия в переходном турнире за высшую лигу) и 4 сезона в Межнациональной хоккейной лиге.
В 1999 году снова проявилась команда «Автомобилист» и приняла участие в чемпионате Казахстана 1999/2000.
На следующий сезон команда сменила название и стала называться «Юность», основу которой составляли молодые игроки. В 2002 году на смену «Юности» пришёл «Казахмыс».

## Главные тренеры
- 1966—? — Борис Терликов
- 1973—1976 — Анатолий Шустов
- 1976—1982 — Владимир Пыжьянов
- 1982—1983 — Борис Терликов
- 1984 — Юрий Баулин
- 1984—1987 — Валерий Панин
- 1987—1988 — Валерий Ледюков
- 1988—1991 — Анатолий Картаев
- 1919—1992 — Валерий Панин
- 1992—1994 — Пётр Павлюченко
- 1994—1995 — Райхан Куканов
- 1995—1996 — Пётр Павлюченко

## Названия
- 1966—1980 — «Строитель»
- 1980—1993 — «Автомобилист»
- 1993—1995 — «Строитель»
- 1995—1996 — «Булат»
- 1999—2000 — «Автомобилист»